# 2012年2月中國大陸

## 2月3日
- 海外媒体博讯称得到消息，原重庆市公安局局长、“打黑英雄”王立军实名向中共中央纪委举报中共重庆市委书记薄熙来家人贪腐。[1]
- 荷兰外交大臣要求北京当局为禁止倪玉兰之女替其领取郁金香奖做解释。[2]

## 2月4日
- 正在中国访问的德国总理默克尔对广州媒体表示，很遗憾莫少平律师无法与她会谈。[3]

## 2月7日
- 《炎黄春秋》杂志社举办新年迎春会，除原新闻出版总署署长杜導正外，原中共中央总书记胡耀邦之子胡德华、原全国人大常委会委员长叶剑英之女葉向真、原中宣部部长陸定一之子陸德等发表讲话。[4]

## 2月8日
- 卫生部召开发布会，中国疾控中心主任称艾滋病检测应采用实名制。[5]
- 网传重庆市“打黑英雄”原公安局局长王立军7日夜间前往位于成都的美国领事馆寻求政治庇护遭拒。重庆市政府新闻办称，王立军“正在接受休假式的治疗”。本月6日媒体曾报道王立军调研市教委和重庆师范大学。[6]
- 美国国务院证实王立军曾前往美国驻成都总领事馆，并与领事交谈。[7]
- 中石化四川分公司否认放高利贷，称为社会和谐做贡献。[8]
- 网络视频传华人“鹰爸”纽约街头魔鬼训练“裸跑弟”引发中美争议，美国儿童专家反对。[9]

## 2月9日
- 洛阳村民在法庭被“气死”，警察暴力抢尸。[10]
- 媒体报道广州女子驾豪车撞死人4小时后获释，案件半年未解决。[11]

## 2月20日
- 中共中央、国务院宣布免去顾秉林清华大学校长职务，任命陈吉宁为校长。[12]
- 日本名古屋市长河村隆之与中共南京市委常委刘志伟代队的南京代表团会谈，会谈中，河村认为南京大屠杀并不存在。刘志伟对此言论未提出反驳，双方在会后交换礼物。[13]

## 2月27日
- 2月27日至29日，十一届全国人大常委会第二十五次会议召开，会议为即将举行的十一届全国人大五次会议做准备工作。审议拟提请十一届全国人大五次会议审议的全国人大常委会工作报告稿，审议十一届全国人大五次会议议程草案、主席团和秘书长名单草案、列席人员名单草案[14]。会议经表决，通过了全国人大常委会关于修改清洁生产促进法的决定。国家主席胡锦涛签署第54号主席令予以公布[15]。